# Rugby op de Olympische Zomerspelen 2020

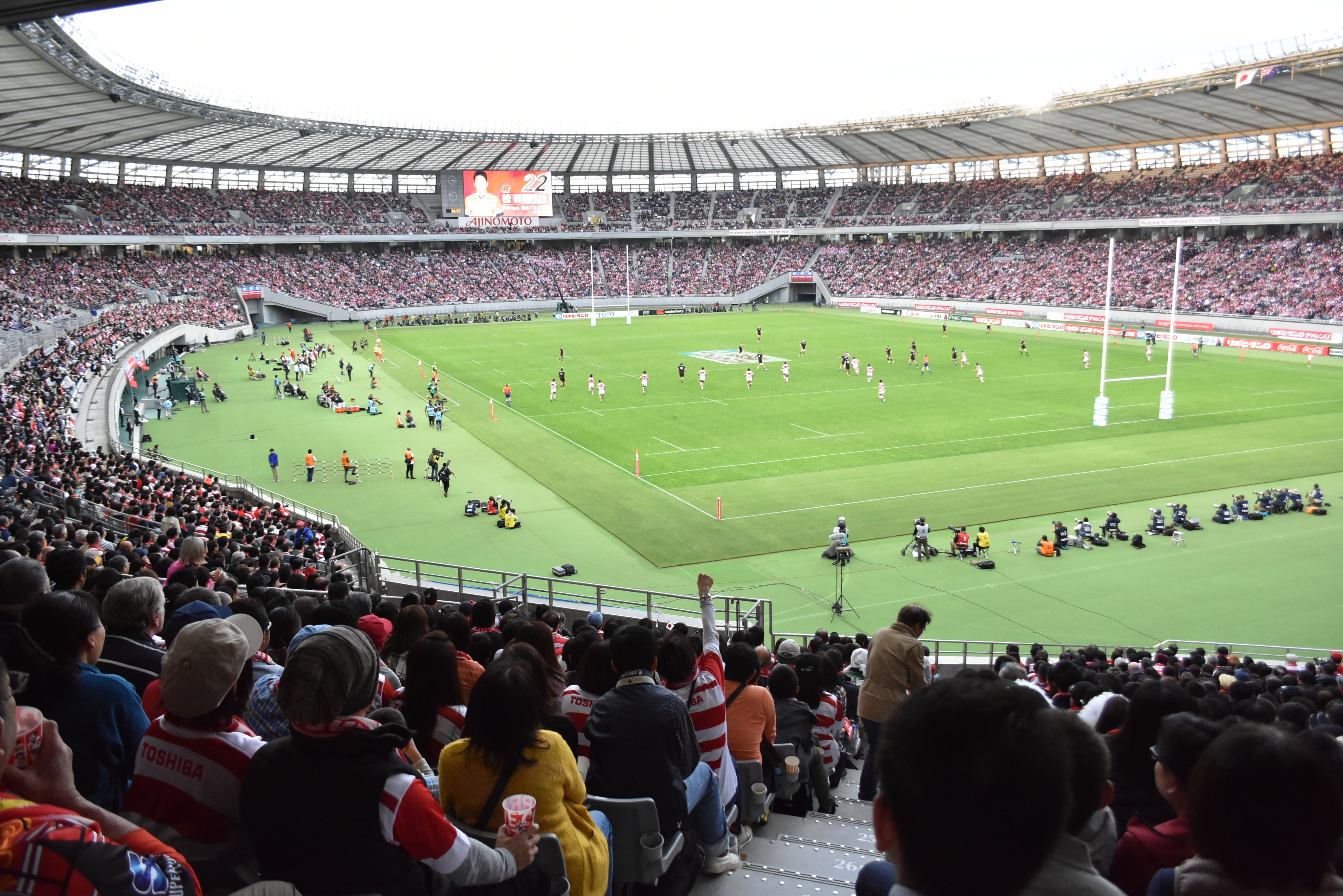
het Ajinomotostadion (2018)

Rugby was een van de sporten die beoefend werden op de Olympische Zomerspelen 2020 in Tokio. Net als bij de voorgaande editie werden er twee rugby sevens-toernooien gespeeld in plaats van rugby union. Het deelnemersveld bestond in totaal uit 288 atleten en aan het mannen- en vrouwentoernooi deden beide twaalf teams van twaalf mee. De wedstrijden vonden plaats van 26 tot en met 31 juli 2021 in het Ajinomotostadion in Chofu dat in 2019 ook werd gebruikt voor het wereldkampioenschap rugby.

## Kwalificatie
Bij zowel de mannen als de vrouwen waren er twaalf plaatsen voor het olympisch rugbytoernooi. Het kwalificatieproces was voor beide toernooien hetzelfde. Gastland Japan was verzekerd van deelname aan beide evenementen. Vier van de elf overige elf plaatsen werden opgevuld door de vier hoogst geëindigde landen in de World Rugby Sevens Series van 2018/19. Via de continentale kwalificatietoernooien in 2019 plaatsten zes landen zich voor de Spelen. De laatste plek werd vergeven aan de winnaar van het internationaal olympisch kwalificatietoernooi in 2020.

### Mannen
| Toernooi                                        | Datum                          | Locatie        | Plaatsen | Gekwalificeerd                                  |
| ----------------------------------------------- | ------------------------------ | -------------- | -------- | ----------------------------------------------- |
| Gastland                                        | –                              | –              | 1        | Japan                                           |
| World Rugby Sevens Series 2018/19               | 30 november 2018 – 2 juni 2019 | Diverse steden | 4        | Fiji Verenigde Staten Nieuw-Zeeland Zuid-Afrika |
| Zuid-Amerikaans olympisch kwalificatietoernooi  | 29 – 30 juni 2019              | Santiago       | 1        | Argentinië                                      |
| Noord-Amerikaans olympisch kwalificatietoernooi | 6 – 7 juli 2019                | George Town    | 1        | Canada                                          |
| Europees olympisch kwalificatietoernooi         | 13 – 14 juli 2019              | Colomiers      | 1        | Groot-Brittannië                                |
| Oceanisch olympisch kwalificatietoernooi        | 7 – 9 november 2019            | Suva           | 1        | Australië                                       |
| Afrikaans olympisch kwalificatietoernooi        | 9 – 10 november 2019           | Johannesburg   | 1        | Kenia                                           |
| Aziatisch olympisch kwalificatietoernooi        | 23 – 24 november 2019          | Incheon        | 1        | Zuid-Korea                                      |
| Internationaal olympisch kwalificatietoernooi   | 19 – 20 juni 2021              | Monaco         | 1        | Ierland                                         |
| Totaal                                          |                                |                | 12       |                                                 |

### Vrouwen
| Toernooi                                        | Datum                          | Locatie        | Plaatsen | Gekwalificeerd                                  |
| ----------------------------------------------- | ------------------------------ | -------------- | -------- | ----------------------------------------------- |
| Gastland                                        | –                              | –              | 1        | Japan                                           |
| World Rugby Sevens Series 2018/19               | 20 oktober 2018 – 16 juni 2019 | Diverse steden | 4        | Nieuw-Zeeland Verenigde Staten Canada Australië |
| Zuid-Amerikaans olympisch kwalificatietoernooi  | 1 – 2 juni 2019                | Lima           | 1        | Brazilië                                        |
| Noord-Amerikaans olympisch kwalificatietoernooi | 6 – 7 juli 2019                | George Town    | 1        |                                                 |
| Europees olympisch kwalificatietoernooi         | 13 – 14 juli 2019              | Kazan          | 1        | Groot-Brittannië                                |
| Afrikaans olympisch kwalificatietoernooi        | 12 – 13 oktober 2019           | Jemmal         | 1        | Kenia                                           |
| Oceanisch olympisch kwalificatietoernooi        | 7 – 9 november 2019            | Suva           | 1        | Fiji                                            |
| Aziatisch olympisch kwalificatietoernooi        | 9 – 10 november 2019           | Guangzhou      | 1        | China                                           |
| Internationaal olympisch kwalificatietoernooi   | 19 – 20 juni 2021              | Monaco         | 2        | Frankrijk Russische ploeg                       |
| Totaal                                          |                                |                | 12       |                                                 |

## Competitieschema
Het voorlopige competitieschema van de rugbytoernooien op de Olympische Zomerspelen 2020 was als volgt.  Elk toernooi duurde drie dagen; de mannen begonnen op 26 juli en de vrouwen op 29 juli 2021.
| GF | Groepsfase | ¼ | Kwartfinale | ½ | Halve finale | T | Troostfinale | F | Finale |

| Datum →     | 26 | 27 | 27 | 28 | 28 | 28 | 29 | 30 | 30 | 31 | 31 | 31 |
| Onderdeel ↓ | 26 | 27 | 27 | 28 | 28 | 28 | 29 | 30 | 30 | 31 | 31 | 31 |
| ----------- | -- | -- | -- | -- | -- | -- | -- | -- | -- | -- | -- | -- |
| Mannen      | GF | GF | ¼  | ½  | T  | F  |    |    |    |    |    |    |
| Vrouwen     |    |    |    |    |    |    | GF | GF | ¼  | ½  | T  | F  |

## Medailles

### Mannen
| Goud | Zilver | Brons |
| --- | --- | --- |
| Fiji Napolioni Bolaca Vilimoni Botitu Meli Derenalagi Sireli Maqala Iosefo Masi Waisea Nacuqu Kalione Nasoko Semi Radradra Aminiasi Tuimaba Asaeli Tuivuaka Jerry Tuwai Josua Vakurunabili Jiuta Wainiqolo | Nieuw-ZeelandKurt Baker Dylan Collier Scott Curry Sam Dickson Andrew Knewstubb Ngarohi McGarvey-Black Tim Mikkelson Sione Molia Etene Nanai-Seturo Tone Ng Shiu Amanaki Nicole William Warbrick Regan Ware Joe Webber | Argentinië Santiago Álvarez Lautaro Bazán Lucio Cinti Felipe del Mestre Rodrigo Etchart Luciano González Rodrigo Isgro Santiago Mare Ignacio Mendy Marcos Moneta Matías Osadczuk Gastón Revol Germán Schulz |

### Vrouwen
| Goud | Zilver | Brons |
| --- | --- | --- |
| Nieuw-Zeeland Michaela Blyde Kelly Brazier Gayle Broughton Theresa Fitzpatrick Stacey Fluhler Sarah Hirini Shiray Kaka Tyla Nathan-Wong Ruby Tui Risi Pouri-Lane Alena Saili Tenika Willison Portia Woodman | Frankrijk Coralie Bertrand Anne-Cecile Ciofani Caroline Drouin Camille Grassineau Lina Guerin Fanny Horta Shannon Izar Chloe Jacquet Carla Neisen Seraphine Okemba Chloe Pelle Jade Ulutule | Fiji Lavena Cavuru Raijieli Daveau Sesenieli Donu Laisana Likuceva Rusila Nagasau Ana Maria Naimasi Alowesi Nakoci Roela Radiniyavuni Viniana Riwai Ana Roqica Vasiti Solikoviti Lavenia Tinai Reapi Uluinasau |

## Medaillespiegel
| Plaats | Land          | NOC    | Goud | Zilver | Brons | Totaal |
| ------ | ------------- | ------ | ---- | ------ | ----- | ------ |
| 1      | Nieuw-Zeeland | NZL    | 1    | 1      | 0     | 2      |
| 2      | Fiji          | FIJ    | 1    | 0      | 1     | 0      |
| 3      | Frankrijk     | FRA    | 0    | 1      | 0     | 1      |
| 4      | Argentinië    | ARG    | 0    | 0      | 1     | 1      |
| Totaal | Totaal        | Totaal | 2    | 2      | 2     | 6      |